# Björn Bergenholtz
Björn Magnus Bergenholtz, född 5 november 1962, är en svensk illustratör och författare.
Bergenholtz, som är uppvuxen i Älmhult, är verksam i Stockholm.

## Priser och utmärkelser
- Årets Pandabok (barnboksklassen), 2004
- Carl von Linné-plaketten, 2012
- BMF-plaketten: Din bok – Vårt val, 2017 (Svenska bokhandelsmedhjälpareföreningens pris, i kategorin barnbok  Lejoparden, 2018)[1]